# خولة دنيا
خولة دنيا (ولدت في الثاني من أغسطس 1968) وهي شاعرة سورية وصحفية وباحثة وإحدى الأفراد المسئولين عن تقديم المساعدات الإنسانية والإغاثة وهي من دمشق بسوريا، على الرغم من أن أسرتها في الأصل من محافظة حماة في سوريا. تدعي خولة الإلحاد، على الرغم من انتمائها في الأصل إلى الطائفة العلوية. ُاتهمت باستغلال هذه الحقيقة لتعزيز نشاطها في صفوف المعارضة السورية. وكانت حقيقة انتمائها إلى العلويين أحيانا تمثل حجر عثرة في علاقاتها مع نشطاء المعارضة السورية الآخرين.
نالت خولة جائزة حقوق الإنسان والعمل الإنساني من منظمة Lew Kopelew في ألمانيا. كما كانت عضوًا في لجنة الدفاع عن حقوق الإنسان في الفترة من 2000 حتى 2002. وقد نشرت أيضاً العديد من الدراسات التي تشمل «المرأة السورية بين الواقع والطموح، تقرير عن إعلان دمشق عن المعتقلين» (2008)، وتقارير عن الانتخابات والقضايا السياسية. في عام 2009، كتبت تقريرًا عن معتقلي ربيع دمشق.
تشغل خولة منصب رئاسة مجلس إدارة مؤسسة الإغاثة والتنمية الإنسانية السورية «نجدة ناو» في سوريا. إلى جانب ذلك، كتبت خولة فصلاً عن المرأة السورية والثورة في كتاب بعنوان «سوريا … الطريق الصعب إلى الحرية» للمستشرقة الألمانية لاريسا بندر. في عام 2012، أثناء الثورة، نشرت مجموعة قصائد بعنوان «قصائد عجلى قبل سقوط القذيفة»، مجلة أمارجي.
في عام 2013، كتبت فصلاً عن سوريا في كتاب بعنوان «كتابة الثورة، أصوات من تونس إلى دمشق» وقد فاز هذا الكتاب بجائزة القلم " PEN " للترجمة. تعد خولة واحدة من مؤسسي «نجدة ناو»، وهي منظمة الإغاثة التي توفر المأوى والمساعدات الإنسانية للنازحين في الحرب الأهلية السورية.
أُلقي القبض على خولة وزوجها جلال نوفل، وهو طبيب نفسي، مرتين من قبل الأمن السوري. فرّت خولة بطريقة غير شرعية إلى لبنان في أبريل عام 2013، نظراً لملاحقة الحكومة السورية لها منذ أكتوبر 2011، بسبب كتاباتها، وأبحاثها، ومشاركتها في المظاهرات، وأعمال الإغاثة. تعمل خولة حالياً مع اللاجئين في لبنان، بمعسكرات البقاع، في محاولة لتحسين حياة اللاجئين. ولا يزال زوجها محتجزًا في سوريا. [متى؟] [بحاجة لمصدر]
تحدثت خولة دنيا حول أهداف المرأة في الثورة السورية، وكيف «أنها ثورة ضد جميع المحرمات.» تحدثت أيضا عن الطبيعة المتغيرة للصراع، وكيف تم تهميش النساء بتغير الصراع من مجرد احتجاجات مدنية سلمية إلى نزاع عسكري. من أقوالها الشهيرة «المرأة مثل التوابل للرجال في المعارضة السياسية. فهم يستخدموننا لإضافة بعض النكهة، لكننا لا نؤثر على المكونات الرئيسية. أنا أرفض أن أشارك في هذه الطبخة، طالما أنا لا أُعتبر مشاركةً نشطةً».